# Parque provincial Ibatín
El parque provincial Ibatín se encuentra a unos 7 km al oeste de la localidad de León Rouges, en el departamento Monteros, en la provincia de Tucumán, Argentina, en torno a la posición 27°13′14″S 65°35′13″O / -27.22056, -65.58694. 
Está ubicado a unos 70 km al sudeste de la ciudad de San Miguel de Tucumán, en cercanías de la ruta nacional 38.
Fue creada mediante la ley provincial n.º 3363/65 del año 1965.
El objetivo de creación del área protegida es la preservación del sitio histórico de la primera fundación de lo que luego sería la ciudad de San Miguel de Tucumán. 
La primitiva Ibatín, llamada formalmente San Miguel de Tucumán y Nueva Tierra de Promisión, fue fundada en 1565, en un ambiente de selva subtropical que por sus condiciones provocaría que 120 años después los pobladores abandonaran el lugar y fundaran la ciudad de Tucumán en su emplazamiento actual.
Las ruinas de Ibatín constituyen un sitio de interés para el estudio de la etapa colonial temprana, ya que se conservan los cimientos de lo que fueran las viviendas de los pobladores, el cabildo y los templos en un trazado en cuadrícula de unas nueve manzanas.
Al momento de la fundación de la primitiva ciudad, el entorno estaba rodeado de rica vegetación, entre cuyos ejemplares de mayor porte se pueden mencionar cedros de Tucumán,  nogales criollos, lapachos rosados,  tipas  y  cebiles.